# Vincenzo Vitiello
Vincenzo Vitiello (Napoli, 26 settembre 1935) è un filosofo e accademico italiano.

## Biografia
È stato professore ordinario di Filosofia teoretica all'Università di Salerno. Studioso di Vico, dell'idealismo tedesco e del pensiero di Friedrich Nietzsche e Martin Heidegger in rapporto con la filosofia greca e la tradizione cristiana, ha elaborato una teoria ermeneutica, la "Topologia", fondata su una reinterpretazione del concetto di spazio come orizzonte trascendentale dell'operare umano. Gli sviluppi recenti della topologia riguardano in particolare la genealogia del linguaggio e del tempo. Ha affrontato più volte il tema della fede, da un punto di vista laico, collaborando con teologi quali Bruno Forte e Piero Coda.
Ha fondato la rivista di filosofia Paradosso (1990-2002); di cui è stato condirettore con Massimo Cacciari, Umberto Curi, Sergio Givone, Carlo Sini e Giacomo Marramao. 
Collabora all'annuario Filosofia, edito da Laterza, e a numerose altre riviste specialistiche del settore filosofico, tra cui aut aut. Dirige la rivista di filosofia Il Pensiero. Ha collaborato all'Annuario Filosofia, curato da Gianni Vattimo, e all'Annuario Europeo sulla Religione, curato da Jacques Derrida e Gianni Vattimo. Scrive su Teoria, Celan-Jahrbuch (Heidelberg), ER. Revista de Filosofía (Barcellona), Revista de Occidente (Madrid), Sileno (Madrid), Criterio (Buenos Aires) ed altre ancora. Ha svolto un'intensa attività pubblicistica su quotidiani e periodici italiani.
Ha tenuto cicli di conferenze e seminari in Europa (Germania, Francia, Spagna, Croazia), negli USA (New York, Chicago), e in America latina (Messico, Argentina). Suoi scritti sono stati tradotti in tedesco, francese, inglese e spagnolo.

## Opere

### Monografie
- Filosofia della pratica e dottrina politica in Benedetto Croce, Napoli, 1963
- Etica e liberalismo nel pensiero di B. Croce, Napoli, 1964
- Il carattere discorsivo del conoscere, Napoli, 1965
- Carlo Antoni interprete di Croce, Napoli, 1968
- Storiografia e storia nel pensiero di Benedetto Croce, Libreria Scientifica Editrice, Napoli, 1968
- Feeling e relation nella filosofia del conoscere di David Hume, Napoli, 1968
- Storiografia e storia nel pensiero di Benedetto Croce, Napoli, 1968
- Heidegger: il nulla e la fondazione della storicità, Argalia, Urbino, 1976
- Dialettica ed ermeneutica: Hegel e Heidegger, Guida, Napoli, 1983
- Utopia del nichilismo, Guida, Napoli, 1983
- Studi Heideggeriani, Roma, 1983
- Ethos ed eros in Hegel e Kant,  ESI, Napoli, 1984
- Logica e storia in Hegel (in collaborazione con R. Racinato), Napoli, 1985
- Bertrando Spaventa ed il problema del cominciamento, Guida, Napoli 1990
- La palabra hendida, Barcellona, 1990
- Hegel e la comprensione della modernità, 1991
- Topologia del moderno, Marietti, Genova, 1992
- La voce riflessa. Logica ed etica della contraddizione, Lanfranchi, Milano, 1994
- Elogio dello spazio. Ermeneutica e topologia, Bompiani, Milano, 1994
- Cristianesimo senza redenzione, Laterza, Roma-Bari, 1995
- Non dividere il sì dal no. Tra filosofia e letteratura, Laterza, Roma-Bari, 1996
- Filosofia teoretica: le domande fondamentali: percorsi e interpretazioni, Milano, 1997
- La favola di Cadmo, Laterza, Roma-Bari 1998
- Vico e la topologia, Cronopio, Napoli 2000
- La vita e il suo oltre. Dialogo sulla morte (in collaborazione con Bruno Forte), Roma 2001
- Il Dio possibile, esperienze di cristianesimo, Città Nuova, Roma 2002
- Hegel in Italia, Milano 2003
- Dire Dio in segreto, Roma 2005
- Cristianesimo e nichilismo: Dostoevskij-Heidegger, Morcelliana, Brescia 2005
- Estetica e ascesi, Modena 2006
- E pose la tenda in mezzo a noi, AlboVersorio, 2007
- Il Decalogo. Ricordati di Santificare le feste (in dialogo con Emanuele Severino), 2007
- I tempi della poesia. Ieri/oggi, Mimesis, Milano 2007
- Dipingere Dio (con Bruno Forte e Serena Nono), AlboVersorio, 2008
- Vico. Storia, linguaggio, natura, Edizioni di Storia e Letteratura, Roma 2008
- Ripensare il cristianesimo-De Europa, Ananke, 2008
- Oblio e memoria del sacro, Moretti & Vitali, Bergamo 2008
- Grammatiche del pensiero. Dalla kenosi dell'io alla logica della seconda persona, Edizioni ETS, 2009
- Celan Heidegger (con Félix Duque), Mimesis, 2011
- Con Tullio Padovani, Non dire falsa testimonianza, Il Mulino, 2011
- L'ethos della topologia. Un itinerario di pensiero, Le Lettere, Firenze 2013
- Paolo e l'Europa. Cristianesimo e filosofia (con G. Rossé), Città Nuova, Roma 2014, pp. 151–254
- L'immagine infranta. Linguaggio e mondo da Vico a Pollock, Bompiani, Milano 2014
- Hegel in Italia. Itinerari: Dalla storia alla logica. Tra logica e fenomenologia, Inschibboleth, Roma 2018.
- L' Ora e l'attimo. Confronti vichiani, Inschibboleth, Roma 2020.
- Immanuel Kant. L'architetto della «Neuzeit». Dall'abisso della ragione il fondamento della morale e della religione, Inschibboleth, Roma 2021.

### Articoli (parziale)
- Vico: tra storia e natura, in aut aut, 280/281, 1997, pp. 59–92
- Complessità e aporie del moderno, in Filosofia politica, 2 (1), 1988, pp. 187–94
- Dall'ermeneutica alla topologia, in aut aut, 296/297, 2000, pp. 109–16
- Goethe interprete della modernità, in aut aut, 301/302, 2001, pp. 141–63
- Per amicizia: Epochè e metafora, in aut aut, 310/311, 2002, pp. 27–38
- Sentire le Radici, la Terra stessa, in aut aut, 313/314, 2003, pp. 199–211
- Andrea Zanzotto, ovvero: la poesia come genealogia della parola in aut aut, 316-117, 2003, pp. 173–90